# East Los Angeles

Położenie East Los Angeles w hrabstwie Los Angeles

East Los Angeles (znane także jako East L.A., East Los lub El Este de Los Ángeles) – miejscowość spisowa (obszar niemunicypalny) w hrabstwie Los Angeles. Jest to największa w Kalifornii miejscowość spisowa i szósta pod tym względem w Stanach Zjednoczonych (po Honolulu, Paradise, Sunrise Manor, Spring Valley i Metairie), w 2010 licząca ponad 126 000 mieszkańców.
East Los Angeles wchodzi w skład obszaru metropolitalnego Los Angeles i zajmuje obszar 19,3 km² na wschód od granic miasta.
W 2000 roku 87,92% mieszkańców East Los Angeles było pochodzenia latynoskiego, głównie meksykańskiego, gwatemalskiego, salwadorskiego i honduraskiego. 27,2% mieszkańców żyje poniżej granicy ubóstwa.
Od 1997 w East L.A. znajduje się Latino Walk of Fame, będący latynoską wersją Hollywood Walk of Fame.